# EESL Pervaja Liga 2022
La EESL Pervaja Liga 2022 è la 3ª edizione del campionato di secondo livello di football americano gestito dalla EESL.

## Squadre partecipanti
| Club                          | Città           | Stadio | Sponsor ufficiale | Risultato nella stagione 2021 |
| ----------------------------- | --------------- | ------ | ----------------- | ----------------------------- |
| Ekaterinburg Ural Lightnings  | Ekaterinburg    |        |                   |                               |
| Kaliningrad Amber Hawks       | Kaliningrad     |        |                   |                               |
| Kazan Motors                  | Kazan'          |        |                   |                               |
| Moscow Dragons                | Mosca           |        |                   |                               |
| Nizhnij Novgorod Raiders 52   | Nižnij Novgorod |        |                   |                               |
| Novorossiysk United           | Novorossijsk    |        |                   |                               |
| Perm Steel Tigers             | Perm'           |        |                   |                               |
| Petrozavodsk Karelian Gunners | Petrozavodsk    |        |                   |                               |
| Podolsk Vityaz                | Podol'sk        |        |                   |                               |
| South Urals Scouts            | Čeljabinsk      |        |                   |                               |
| Spartak Bryansk               | Brjansk         |        |                   |                               |
| Vologda Vikings               | Vologda         |        |                   |                               |

## Stagione regolare

### Calendario

#### 1ª giornata
| Perm' 7 maggio 2022, ore 9:30 | Perm Steel Tigers | 42 – 6 (0-6 21-0 14-0 7-0) referto | Ekaterinburg Ural Lightnings | Stadion Gajva\| Arbitro: \| Japparov \| |
| Arbitro:                      | Japparov          |                                    |                              |                                         |

| Brjansk 7 maggio 2022, ore 15:00 | Spartak Bryansk | 19 – 14 (0-0 6-8 6-6 7-0) referto | Podolsk Vityaz | Stadion Spartak\| Arbitro: \| Aralov \| |
| Arbitro:                         | Aralov          |                                   |                |                                         |

| Novorossijsk 8 maggio 2022, ore 14:00 | Novorossiysk United | 21 – 12 (0-6 7-0 7-0 7-6) referto | Kazan Motors | Stadion Strojtel'\| Arbitro: \| Romazov \| |
| Arbitro:                              | Romazov             |                                   |              |                                            |

| Zelenograd 9 maggio 2022, ore 13:00 | Moscow Dragons | 10 – 30 (0-8 10-8 0-6 0-8) referto | Petrozavodsk Karelian Gunners | Stadio del Rugby\| Arbitro: \| Smirnov \| |
| Arbitro:                            | Smirnov        |                                    |                               |                                           |

#### 2ª giornata
| Čeljabinsk 21 maggio 2022, ore 11:00 | South Urals Scouts | 6 – 28 (0-14 0-7 0-7 6-0) referto | Perm Steel Tigers | Stadion SK Lokomotiv\| Arbitro: \| Abdullin \| |
| Arbitro:                             | Abdullin           |                                   |                   |                                                |

| Podol'sk 21 maggio 2022, ore 15:00 | Podolsk Vityaz | 36 – 0 (8-0 8-0 14-0 6-0) referto | Kaliningrad Amber Hawks | Centro di allenamento dello stadio Trud\| Arbitro: \| Čechov \| |
| Arbitro:                           | Čechov         |                                   |                         |                                                                 |

| Nižnij Novgorod 21 maggio 2022, ore 15:30 | Nizhnij Novgorod Raiders 52 | 28 – 6 (0-0 12-0 13-0 3-6) referto | Novorossiysk United | Stadion Dinamo\| Arbitro: \| Aralov \| |
| Arbitro:                                  | Aralov                      |                                    |                     |                                        |

| Vologda 22 maggio 2022, ore 14:00 | Vologda Vikings | 14 – 19 (7-6 0-0 0-10 7-3) referto | Moscow Dragons | Stadion MAU SŠOR\| Arbitro: \| D. Zacharov \| |
| Arbitro:                          | D. Zacharov     |                                    |                |                                               |

#### 3ª giornata
| Ekaterinburg 4 giugno 2022, ore 12:00 | Ekaterinburg Ural Lightnings | 20 – 0 (0-0 12-0 0-0 8-0) referto | South Urals Scouts | Stadion Lokomotiv\| Arbitro: \| Japparov \| |
| Arbitro:                              | Japparov                     |                                   |                    |                                             |

| Kazan' 4 giugno 2022, ore 14:00 | Kazan Motors | 24 – 13 (6-0 12-7 0-6 6-0) referto | Nizhnij Novgorod Raiders 52 | Stadion Tulpar\| Arbitro: \| Kut'in \| |
| Arbitro:                        | Kut'in       |                                    |                             |                                        |

| Kaliningrad 4 giugno 2022, ore 16:00 | Kaliningrad Amber Hawks | 12 – 49 (0-14 6-14 0-7 6-14) referto | Spartak Bryansk | Stadion Sel'ma\| Arbitro: \| D. Zacharov \| |
| Arbitro:                             | D. Zacharov             |                                      |                 |                                             |

| Petrozavodsk 5 giugno 2022, ore 13:30 | Petrozavodsk Karelian Gunners | 47 – 6 (20-6 13-0 6-0 8-0) referto | Vologda Vikings | Stadion Spartak\| Arbitro: \| D. Zacharov \| |
| Arbitro:                              | D. Zacharov                   |                                    |                 |                                              |

#### 4ª giornata
| Podol'sk 18 giugno 2022, ore 14:00 | Podolsk Vityaz | 0 – 41 (0-7 0-27 0-0 0-7) referto | Spartak Bryansk | Centro di allenamento dello stadio Trud\| Arbitro: \| Kut'in \| |
| Arbitro:                           | Kut'in         |                                   |                 |                                                                 |

| Novorossijsk 18 giugno 2022, ore 15:00 | Novorossiysk United | 12 – 21 (6-0 6-2 0-13 0-6) referto | Nizhnij Novgorod Raiders 52 | Stadion Strojtel'\| Arbitro: \| Romazov \| |
| Arbitro:                               | Romazov             |                                    |                             |                                            |

| Zelenograd 18 giugno 2022, ore 16:00 | Moscow Dragons | 3 – 33 (0-6 3-12 0-6 0-7) referto | Vologda Vikings | Stadio del Rugby\| Arbitro: \| Aralov \| |
| Arbitro:                             | Aralov         |                                   |                 |                                          |

| Perm' 19 giugno 2022, ore 9:00 | Perm Steel Tigers | 56 – 7 (28-7 14-0 7-0 7-0) referto | South Urals Scouts | Stadion Gajva\| Arbitro: \| Abdullin \| |
| Arbitro:                       | Abdullin          |                                    |                    |                                         |

#### 5ª giornata
| Čeljabinsk 2 luglio 2022, ore 13:00 | South Urals Scouts | 13 – 32 (7-6 0-0 6-12 0-14) referto | Ekaterinburg Ural Lightnings | SK Lokomotiv\| Arbitro: \| Japparov \| |
| Arbitro:                            | Japparov           |                                     |                              |                                        |

| Brjansk 2 luglio 2022, ore 14:00 | Spartak Bryansk | 15 – 0 (0-0 0-0 3-0 12-0) referto | Kaliningrad Amber Hawks | Stadion Spartak\| Arbitro: \| Čechov \| |
| Arbitro:                         | Čechov          |                                   |                         |                                         |

| Kazan' 2 luglio 2022, ore 16:00 | Kazan Motors | 28 – 0 (0-0 6-0 14-0 8-0) referto | Novorossiysk United | Stadion Tulpar\| Arbitro: \| Kut'in \| |
| Arbitro:                        | Kut'in       |                                   |                     |                                        |

| Petrozavodsk 3 luglio 2022, ore 13:00 | Petrozavodsk Karelian Gunners | 34 – 10 (6-0 14-0 0-7 14-3) referto | Moscow Dragons | Stadion Spartak\| Arbitro: \| D. Zacharov \| |
| Arbitro:                              | D. Zacharov                   |                                     |                |                                              |

#### 6ª giornata
| Nižnij Novgorod 16 luglio 2022, ore 16:00 | Nizhnij Novgorod Raiders 52 | 26 – 15 (0-7 6-0 0-8 20-0) referto | Kazan Motors | Stadion Dinamo |

| Ekaterinburg 17 luglio 2022, ore 10:30 | Ekaterinburg Ural Lightnings | 32 – 55 (20-7 6-21 0-13 6-14) referto | Perm Steel Tigers | SK Ural\| Arbitro: \| Abdullin \| |
| Arbitro:                               | Abdullin                     |                                       |                   |                                   |

| Vologda 17 luglio 2022, ore 13:00 | Vologda Vikings | 25 – 24 (7-2 6-8 0-14 12-0) referto | Petrozavodsk Karelian Gunners | Stadion Dinamo\| Arbitro: \| Čechov \| |
| Arbitro:                          | Čechov          |                                     |                               |                                        |

#### 7ª giornata
| Kaliningrad 23 luglio 2022, ore 16:30 | Kaliningrad Amber Hawks | 22 – 6 referto | Podolsk Vityaz | Stadion Sel'ma\| Arbitro: \| Čechov \| |
| Arbitro:                              | Čechov                  |                |                |                                        |

### Classifiche
Le classifiche della regular season sono le seguenti:
- PCT = percentuale di vittorie, G = partite giocate, V = partite vinte, P = partite perse, PF = punti fatti, PS = punti subiti

#### Girone Ovest
| Pos. | Squadra                 | PCT   | G | V | N | P | PF  | PS  |
| ---- | ----------------------- | ----- | - | - | - | - | --- | --- |
| 1    | Spartak Bryansk         | 1.000 | 4 | 4 | 0 | 0 | 124 | 26  |
| 2    | Podolsk Vityaz          | .250  | 4 | 1 | 0 | 3 | 56  | 82  |
| 3    | Kaliningrad Amber Hawks | .250  | 4 | 1 | 0 | 3 | 34  | 106 |

#### Girone Nord
| Pos. | Squadra                       | PCT  | G | V | N | P | PF  | PS  |
| ---- | ----------------------------- | ---- | - | - | - | - | --- | --- |
| 1    | Petrozavodsk Karelian Gunners | .750 | 4 | 3 | 0 | 1 | 135 | 51  |
| 2    | Vologda Vikings               | .500 | 4 | 2 | 0 | 2 | 78  | 93  |
| 3    | Moscow Dragons                | .250 | 4 | 1 | 0 | 3 | 42  | 111 |

#### Girone Est
| Pos. | Squadra                      | PCT   | G | V | N | P | PF  | PS  |
| ---- | ---------------------------- | ----- | - | - | - | - | --- | --- |
| 1    | Perm Steel Tigers            | 1.000 | 4 | 4 | 0 | 0 | 181 | 51  |
| 2    | Ekaterinburg Ural Lightnings | .500  | 4 | 2 | 0 | 2 | 90  | 110 |
| 3    | South Urals Scouts           | .000  | 4 | 0 | 0 | 4 | 26  | 136 |

#### Girone Sud
| Pos. | Squadra                     | PCT  | G | V | N | P | PF | PS |
| ---- | --------------------------- | ---- | - | - | - | - | -- | -- |
| 1    | Nizhnij Novgorod Raiders 52 | .750 | 4 | 3 | 0 | 1 | 88 | 57 |
| 2    | Kazan Motors                | .500 | 4 | 2 | 0 | 2 | 79 | 60 |
| 3    | Novorossiysk United         | .250 | 4 | 1 | 0 | 3 | 39 | 89 |

## Playoff

### Tabellone
|  | Semifinali | Semifinali                    | Semifinali |                   |    | III Finale      | III Finale                    | III Finale      |  |
|  |            |                               |            |                   |    |                 |                               |                 |  |
|  | 1S         | Nizhnij Novgorod Raiders 52   | 21         |                   |    |                 |                               |                 |  |
|  | 1S         | Nizhnij Novgorod Raiders 52   | 21         |                   |    |                 |                               |                 |  |
|  | 1O         | Spartak Bryansk               | 34         |                   |    |                 |                               |                 |  |
|  | 1O         | Spartak Bryansk               | 34         |                   | 1O | Spartak Bryansk | 18                            |                 |  |
|  |            |                               |            |                   | 1O | Spartak Bryansk | 18                            |                 |  |
|  |            |                               | 1E         | Perm Steel Tigers | 13 |                 |                               |                 |  |
|  | 1N         | Petrozavodsk Karelian Gunners | 1E         | Perm Steel Tigers | 13 | 32              |                               |                 |  |
|  | 1N         | Petrozavodsk Karelian Gunners |            |                   |    | 32              |                               |                 |  |
|  | 1E         | Perm Steel Tigers             | 33         |                   |    | Finale 3º posto | Finale 3º posto               | Finale 3º posto |  |
|  | 1E         | Perm Steel Tigers             | 33         |                   |    |                 |                               |                 |  |
|  |            |                               |            |                   |    |                 |                               |                 |  |
|  |            |                               |            |                   |    | 1S              | Nizhnij Novgorod Raiders 52   | 7               |  |
|  |            |                               |            |                   |    | 1S              | Nizhnij Novgorod Raiders 52   | 7               |  |
|  |            |                               |            |                   |    | 1N              | Petrozavodsk Karelian Gunners | 19              |  |

### Semifinali
| Odincovo 6 agosto 2022, ore 12:00 | Nizhnij Novgorod Raiders 52 | 21 – 34 (7-7 7-7 0-6 7-14) referto | Spartak Bryansk | Stadion Central'nyj\| Arbitro: \| Japparov \| |
| Arbitro:                          | Japparov                    |                                    |                 |                                               |

| Odincovo 6 agosto 2022, ore 16:30 | Petrozavodsk Karelian Gunners | 32 – 33 (6-13 14-7 6-0 6-13) referto | Perm Steel Tigers | Stadion Central'nyj\| Arbitro: \| D. Zacharov \| |
| Arbitro:                          | D. Zacharov                   |                                      |                   |                                                  |

### Finale 3º - 4º posto
| Odincovo 7 agosto 2022, ore 11:00 | Nizhnij Novgorod Raiders 52 | 7 – 19 (0-0 0-13 7-0 0-6) referto | Petrozavodsk Karelian Gunners | Stadion Central'nyj\| Arbitro: \| D. Zacharov \| |
| Arbitro:                          | D. Zacharov                 |                                   |                               |                                                  |

### III Finale
| Odincovo 7 agosto 2022, ore 15:30 | Spartak Bryansk                                                      | 18 – 13 (6-13 0-0 12-0 0-0) referto | Perm Steel Tigers | Stadion Central'nyj\| Arbitri: \| Japparov Abdullin Čechov Ivanova Kazancev Čërnyj Morozov D. Zacharov \| |
| Arbitri:                          | Japparov Abdullin Čechov Ivanova Kazancev Čërnyj Morozov D. Zacharov |                                     |                   | |

## Verdetti
- Spartak Bryansk Campioni della EESL Pervaja Liga 2022

## Marcatori
Mancano i dati dell'incontro Amber Hawks-Vityaz della 7ª giornata.
| Giocatore    | Sq.                           | TD rush | TD recv | TD int | TD p.ret | TD k.ret | TD oth | Xp1  | Xp2 | FG | Saf | Totale |
| ------------ | ----------------------------- | ------- | ------- | ------ | -------- | -------- | ------ | ---- | --- | -- | --- | ------ |
| Polygalov    | Perm Steel Tigers             | 6+2     | 4+1     | 0      | 0        | 0        | 0      | 23+3 | 0   | 0  | 0   | 104    |
| Jušin        | Spartak Bryansk               | 0       | 10+2    | 0      | 0        | 0        | 0      | 0    | 0   | 0  | 0   | 72     |
| Kondjukov    | Petrozavodsk Karelian Gunners | 3+2     | 3+3     | 0      | 0        | 0        | 0      | 0    | 2   | 0  | 0   | 70     |
| M. Sizov     | Nizhnij Novgorod Raiders 52   | 3+2     | 0       | 0      | 0        | 0        | 0      | 0    | 1   | 0  | 0   | 32     |
| 2 giocatori  | 30                            |         |         |        |          |          |        |      |     |    |     |        |
| S. Kuznecov  | Perm Steel Tigers             | 3+1     | 0       | 0      | 0        | 0        | 0      | 2+1  | 0   | 0  | 0   | 27     |
| 2 giocatori  | 26                            |         |         |        |          |          |        |      |     |    |     |        |
| 3 giocatori  | 24                            |         |         |        |          |          |        |      |     |    |     |        |
| Baluev       | Ekaterinburg Ural Lightnings  | 0       | 3       | 0      | 0        | 0        | 0      | 0    | 2   | 0  | 0   | 22     |
| 14 giocatori | 18                            |         |         |        |          |          |        |      |     |    |     |        |
| Bogacëv      | Vologda Vikings               | 2       | 0       | 0      | 0        | 0        | 0      | 0    | 1   | 0  | 0   | 14     |
| 10 giocatori | 12                            |         |         |        |          |          |        |      |     |    |     |        |
| Pankeev      | Nizhnij Novgorod Raiders 52   | 0       | 0       | 0      | 0        | 0        | 0      | 3+4  | 0   | 1  | 0   | 10     |
| 6 giocatori  | 8                             |         |         |        |          |          |        |      |     |    |     |        |
| 23 giocatori | 6                             |         |         |        |          |          |        |      |     |    |     |        |
| 2 giocatori  | 4                             |         |         |        |          |          |        |      |     |    |     |        |
| Polevoj      | Novorossiysk United           | 0       | 0       | 0      | 0        | 0        | 0      | 3    | 0   | 0  | 0   | 3      |
| 7 giocatori  | 2                             |         |         |        |          |          |        |      |     |    |     |        |
| 3 giocatori  | 1                             |         |         |        |          |          |        |      |     |    |     |        |

- Miglior marcatore della stagione regolare: Polygalov ( Perm Steel Tigers), 83
- Miglior marcatore dei playoff: Kondjukov ( Petrozavodsk Karelian Gunners), 30
- Miglior marcatore della stagione: Polygalov ( Perm Steel Tigers), 104